# Ceradocus torelli
Ceradocus torelli är en kräftdjursart som beskrevs av Goës 1866. Ceradocus torelli ingår i släktet Ceradocus och familjen Melitidae. Inga underarter finns listade i Catalogue of Life.